# MOİK Bakı PFK
A MOİK Bakı az azeri hadsereg labdarúgóklubja, amely az első osztályban szerepel. Székhelye a fővárosban, Bakıban található. Hazai mérkőzéseit a MOİK Stadionban rendezi.

## Korábbi nevei
- 1961–1992: SZKA Baku
- 1992–2001: OİK Bakı

2001 óta jelenlegi nevén szerepel.

## Külső hivatkozások
- Adatlapja az uefa.com-on (angolul)
- Adatlapja Archiválva 2013. november 1-i dátummal a Wayback Machine-ben a foot.dk-n (angolul)
- Adatlapja[halott link] a weltfussballarchiv.com-on (angolul)
- Legutóbbi mérkőzései a soccerway.com-on (angolul)